# Marván II.
Marván II. (684 – listopad 750, Egypt), celým jménem Marván ibn Muhammad. Poslední arabský chalífa z rodu Umajjovců v letech 744–750. Synovec chalífy Abdulmalika.

## Předpoklady převzetí chalífátu
Již v době Hišámova chalífátu byl roku 732 Marván jmenován místodržícím v Ázerbájdžánu a Arménii a spravoval tyto provincie až do svého nástupu k moci. Získal zde cenné vojenské zkušenosti, stal se z něj výborný vojenský taktik a zkušený velitel. Zreformoval umajjovské vojenské jednotky. Velké jednotky, většinou založené na kmenové příslušnosti, nahradil menšími pohyblivějšími, složenými z placených vojáků s profesionálními veliteli. Úspěšně poté válčil na Kavkaze proti Chazarům a ostatním národům, podařilo se mu upevnit moc chalífátu v dnešní Gruzii.[zdroj?]
V letech 743–744 již sledoval vlastní mocenské ambice, přičemž využíval otřesů na umajjovském dvoře. Chalífu Jazída III. uznal za svého vládce až poté, co mu byla přidána funkce místodržitele Mezopotámie. Jazídova předčasná smrt ho poté donutila jednat. Postavil se neuznanému chalífovi Ibráhímovi a po střetu s jeho spojenci z kmene Kalb u Ajn al-Džarr nedaleko Damašku převzal roku 744 chalífát do svých rukou.

## Chalífa
Marván II. byl velmi schopným chalífou a vojenským velitelem. Přebíral však vládu ve chvíli, kdy propukaly vzpoury v řadě provincií a chalífát se navíc nacházel v permanentní válce s Byzantinci a tureckými spojenci Číny.

### Zahraniční politika
Na byzantské hranici proti Umajjovcům operoval byzantský císař Konstantin. Válka vypukla již v době Hišámově a s přerušeními pokračovala v průběhu vlády posledních umajjovských chalífů. Byzantincům se podařilo obsadit několik pohraničních oblastí v Malé Asii roku 745. Zároveň jejich loďstvo následujícího roku zaútočilo na Kypr, porazilo arabské loďstvo poblíž pobřeží a vyhnalo Araby z ostrova.
Na východě pokračovala válka s Číňany. Arabům se podařilo dojednat spojenectví s Tibeťany. Oba spojenci ale byli zaskočeni čínským vojevůdcem korejského původu Kao Hsien-Čihem, který roku 747 přešel přes Pamír a Hindúkuš, a porazil jejich vojska. Tuto kampaň poté dovedli do zdárného konce až Abbásovci.

### Vnitřní politika
Marván II. si nezvolil Damašek za hlavní sídlo, přemístil se do Harránu, kde si nechal postavit palác a mešitu. Toto centrum se nacházelo uprostřed sídel kmene Kajs, který považoval za svého hlavního spojence. Oproti tomu kmen Kalb získal další záminku, proč rozpoutat vzpouru, a podařilo se mu získat na svou stranu syrské obyvatelstvo. Zároveň se vzbouřili místodržící na východě říše.
V letech 744–746 tak musel Marván čelit útokům ze všech stran. Nejprve se vypořádal se dvěma vzpourami kmene Kalb, podmanil si Sýrii a tvrdě potrestal její vůdce. Odboj místodržících na území Iráku a Íránu mezitím paralyzovala vzpoura místních cháridžitů, kteří paradoxně odbojníky porazili a pomohli tak Marvánovi. Ten se roku 747 vypravil do Mezopotámie a poté do Íránu a cháridžu zpacifikoval. Jeho úspěch však byl dočasný, protože ve stejnou chvíli vypuklo dále na východě v Chorásánu povstání, které mělo přivodit pád umajjovské dynastie.

### Vzestup Abbásovců
Krátce po Marvánově obnovení pořádku na centrálních muslimských územích propuklo v červnu 747 v době ramadánu rozsáhlé povstání na východě říše v Chorásánu. Vůdcem byl Abu Muslim, věrný stoupenec Ibrahima a Abú al-Abbáse, vnuků al-Abbáse, prorokova druha a strýce. Roku 748 přes odpor správce oblasti Nasr ibn Sajjara dobyl Abu Muslim Merv. Ibrahimův vojevůdce Kahtaba ibn Šabíb pak porazil Nasra ibn Sajjara v bitvě u Nišapuru a pronikl až do Mezopotámie, kde v boji padl.
20. listopadu 749, po smrti svého bratra Ibrahima, se Abú al-Abbás prohlásil v Kúfě chalífou. Nového abbásovského chalífu však čekal ještě střet se samotným Marvánem, který nemínil ustoupit bez boje. V lednu 750 vytáhl Marván z Harránu a střetl se s Abú al-Abbásem v bitvě u Velkého Zábu. Velký Záb je jeden z přítoků Tigridu. Boj trvající údajně deset dní skončil Marvánovou porážkou. Marván následně uprchl do Egypta, pronásledován abbásovskými jednotkami, zde s nimi svedl poslední bitvu, ve které padl.

## Konec umajjovského chalífátu
Marvánovou smrtí tak skončila epocha arabského umajjovského chalífátu s jeho centrem v Damašku. Umajjovci byli nahrazeni konkurenčními Abbásovci, kteří následně zahájili systematické vyvražďování Umajjovců. Většina příslušníků umajjovského rodu byla zlikvidována až na několik příslušníků, z nichž Abd ar-Rahmán, Hišámův vnuk, založil na Pyrenejském poloostrově Córdobský emirát se stejnojmennou dynastií.